# Niarafolo (langue)
Pour les articles homonymes, voir Niarafolo.
Le niarafolo  (ou nyarafolo) est une langue sénoufo parlée en Côte d'Ivoire, au nord-est de la région de Ferkessédougou (district des Savanes). C'est la langue des Niarafolo qui font partie du grand groupe des Sénoufo.
Le nombre de locuteurs était estimé à 60 000 en 2009.

## Écriture
| a | aa | b  | c | d | e  | ɛ | ɛn | f | gb | ʔ | h   | i  | ii | in  | iin | j | k | kp | l |
| m | n  | ny | o | ɔ | ɔn | p | r  | s | t  | u | uɔn | un | uu | uun | v   | w | ŋ | y  | z |